# Stonawka
Stonawka (cz. Stonávka) – rzeka o długości 33 kilometrów we wschodnich Czechach, w kraju morawsko-śląskim. Lewy dopływ Olzy.
Wypływa z gór Beskidu Morawsko-Śląskiego. Źródła na wysokości ok. 700 m n.p.m. na północno-zachodnich zboczach zwornikowej koty 861 m n.p.m. w Pasmie Ropicy. Spływa generalnie w kierunku północnym, lokalnie zmieniając kierunek na północno-wschodni bądź północno-zachodni. Przepływa kolejno przez miejscowości: Ligotkę Kameralną, Gnojnik, Trzanowice, Cierlicko, Olbrachcice, Stonawę. W rejonie karwińskiego Starego Miasta, na wysokości ok. 222 m n.p.m. wpływa do Olzy. Tok w znacznej części nieuregulowany, poniżej Olbrachcic miejscami silnie meandrujący. Poniżej Ligotki Kameralnej dolina zupełnie płytka, wzdłuż toku porośnięta lasem i zaroślami, lokalnie (np. powyżej Cierlicka) podmokła. Główne dopływy to prawobrzeżne Ráztoka (w Ligotce Kameralnej), Černý potok (w Górnych Trzanowicach) i Chotěbuzka (poniżej Olbrachcic). Pomiędzy Cierlickiem i Olbrachcicami na rzece znajduje się wybudowany w latach 1955–1964 Zbiornik Cierlicki.